# Vulcania (Schiff)
Das Motorschiff Vulcania war ein 1928 in Dienst gestelltes Passagierschiff der italienischen Reederei Cosulich Societa Triestina di Navigazione.

## Geschichte

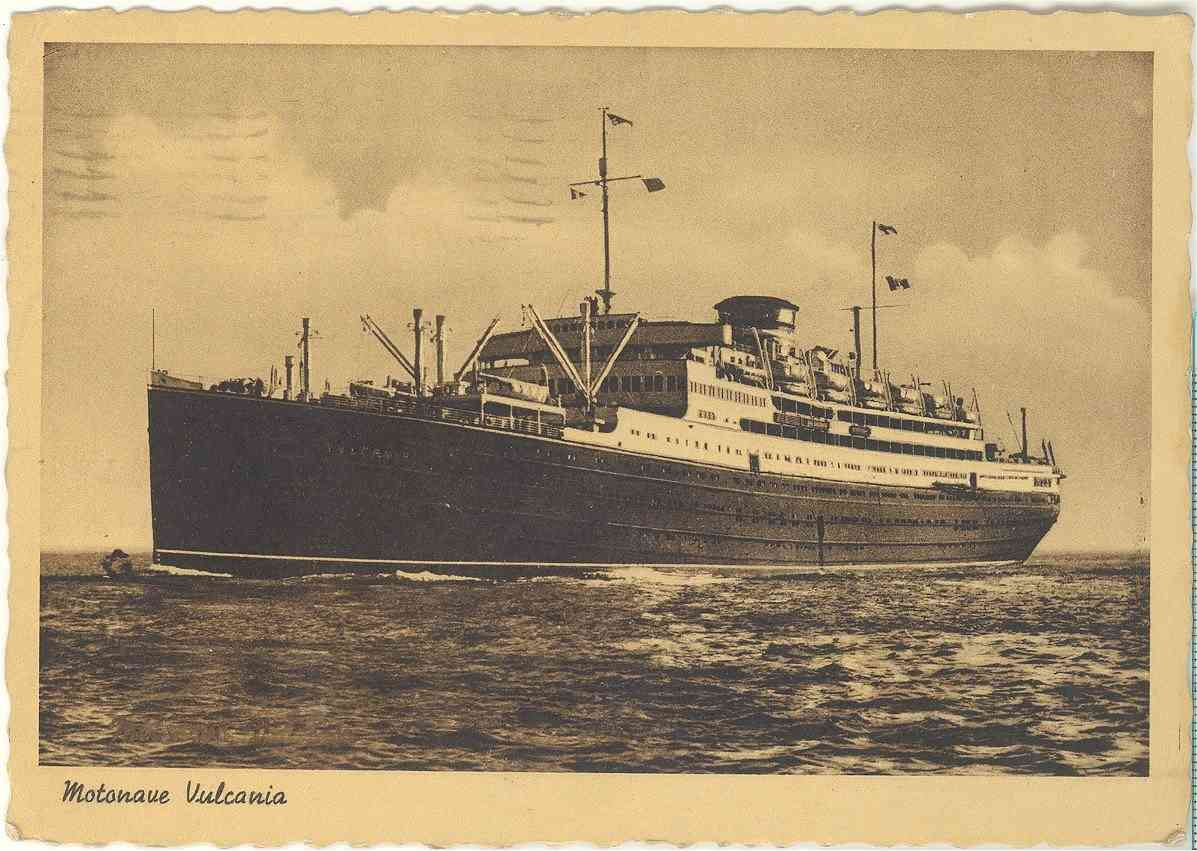
Postkarte der Vulcania um 1948

Die Vulcania wurde ab 1926 in der Werft Cantiere Navale Triestino in Monfalcone gebaut und war bei ihrem Stapellauf mit 192,2 m Länge und 24,3 m Breite das größte Motorschiff der Welt. Bis 1935 wirkte eine Dieselmaschinenanlage von Burmeister & Wain auf die zwei Propellerwellen. Anfang 1935 wurde das Motonave Vulcania zum Transport von italienischen Truppen in den Abessinienkrieg eingesetzt. Von Mai bis Oktober 1935 wurde die Vermessung von 23.970 auf 24.469 BRT erhöht und die beiden Burmeister & Wain Maschinen durch zwei Fiat 10-Zylinder Zweitaktmotoren, jeder mit 18.000 PS, ersetzt. Die Motorleistung war 1935 in der zivilen Schifffahrt unerreicht. Bis 1934 war das Schiff mit 4 Klassen gefahren. Beim Umbau von 1935 erhielten die Vulcania und ihre Schwesterschiffe allesamt ein Schwimmbad.
1940 verkaufte William A. Mosetti (* 25. November 1914 Triest; † 1992 Bern) ehemalige Schiffe des Lloyd Triestino an Aristoteles Onassis, welcher sie in Argentinien ausflaggen ließ. Anfang 1941 wurden mit der Vulcania Flüchtlinge aus Italienisch-Ostafrika unter der Fahne des IKRK über die Häfen Zeila und Berbera in Britisch-Somaliland über Kap der Guten Hoffnung nach Genua evakuiert. 1941 wurde das Transatlantik-Schiff von der italienischen Regierung gechartert und transportierte Truppen nach Tripolis. Am 16. September 1941 fuhr sie in einem Verband mit den Schwesterschiffen Neptunia und Oceania, als diese bei Tarent von der Upholder versenkt wurden. Von 1942 bis 1943 war das Schiff für drei Fahrten vom Intergovernmental Committee on Refugees gechartert. Die Fahrten dienten der Evakuierung der italienischen Zivilisten von Äthiopien nach Italien. Im Oktober 1943 fiel sie in deutsche Hände und verbrachte den Rest des Krieges in Venedig. Ab September 1945 bis 29. März 1946 wurde sie von der Alliierten als Truppenschiff für die Rückkehr der Soldaten nach Amerika verwendet und danach formell an Italien zurückgegeben.
Von 29. März 1946 bis 4. Oktober 1946 wurde sie von der American Export Lines gechartert, welche sie sechs Mal auf der Route New York City-Neapel-Alexandria einsetzte. Mitte November 1946 wurde sie mit ihrem in New York City ankernden Schwesterschiff Saturnia an den italienischen Reeder zurückgegeben. Von 15. November 1946 bis 21. September 1955 wurde sie von der Italian Line auf der Route New York City-Neapel-Genua eingesetzt. Im Juli 1947 wurde sie vom Intergovernmental Committee on Refugees für eine Fahrt Genua-Barcelona-Las Palmas -Rio de Janeiro-Montevideo-Buenos Aires gechartert.
Von 21. September 1955 bis 1965 wurde sie auf der Route Triest – Venedig – Patras – Neapel – Palermo – Gibraltar – Lissabon – Halifax – New York City eingesetzt. 1965 wurde sie an die Sicula Oceanica Societa per Azioni (Siosa), mehrheitlich im Eigentum der Grimaldis, verkauft, die sie unter dem Namen Caribia einsetzte für Fahrten oft von Auswanderern in die Karibik. Am 23. September 1972 kollidierte das Schiff mit einem Felsen vor Cannes oder Nizza in der Baie des Anges. Sie wurde zunächst in La Spezia aufgelegt und erreichte am 18. September 1973 geschleppt Barcelona, um verschrottet zu werden. Stattdessen wurde sie nochmals verkauft und verließ Barcelona im Schlepp in Richtung Taiwan, sie sank am 20. Juli 1974 bei Kaohsiung auf dem Weg zum Schrottplatz.

## Galerie

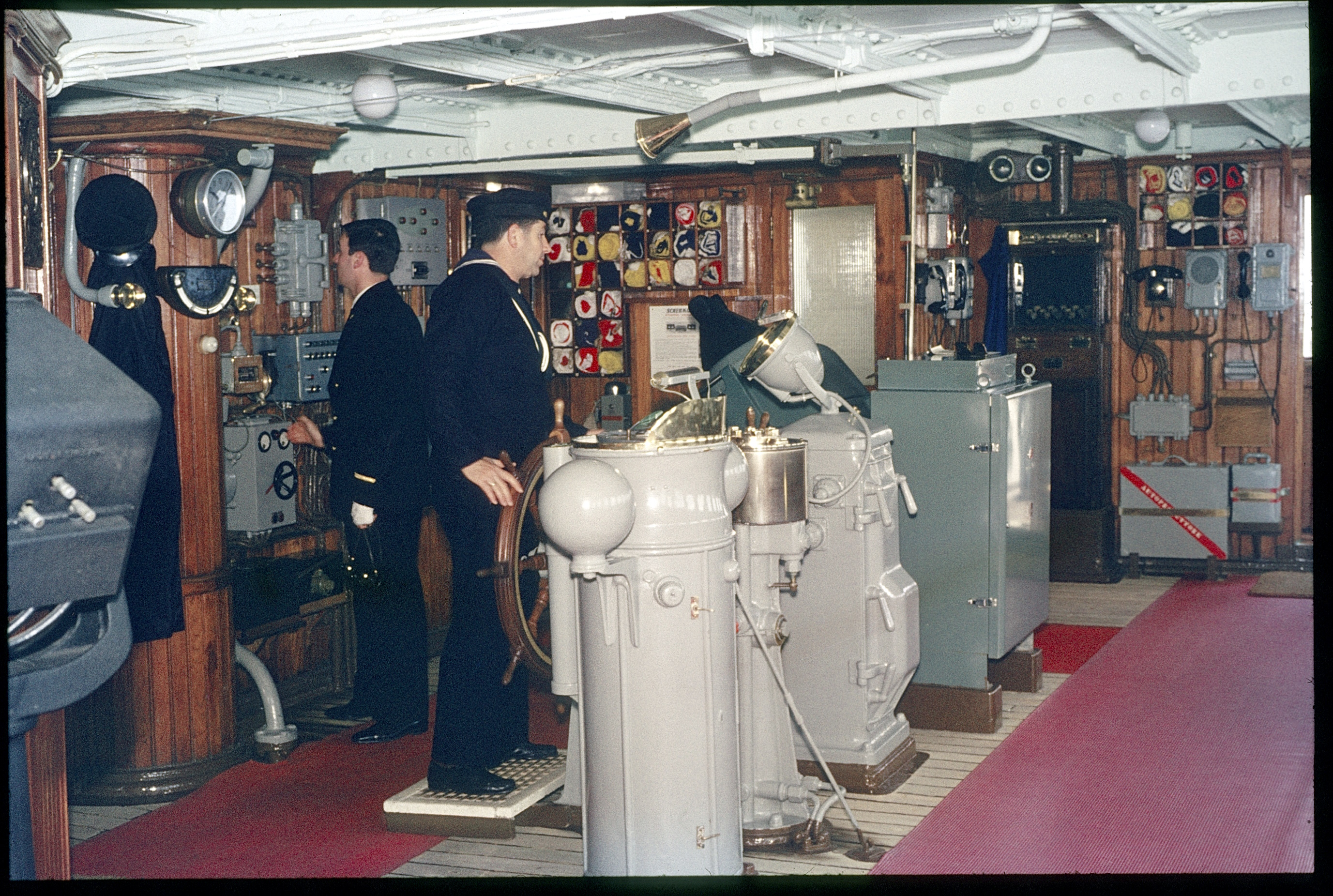
Brücke
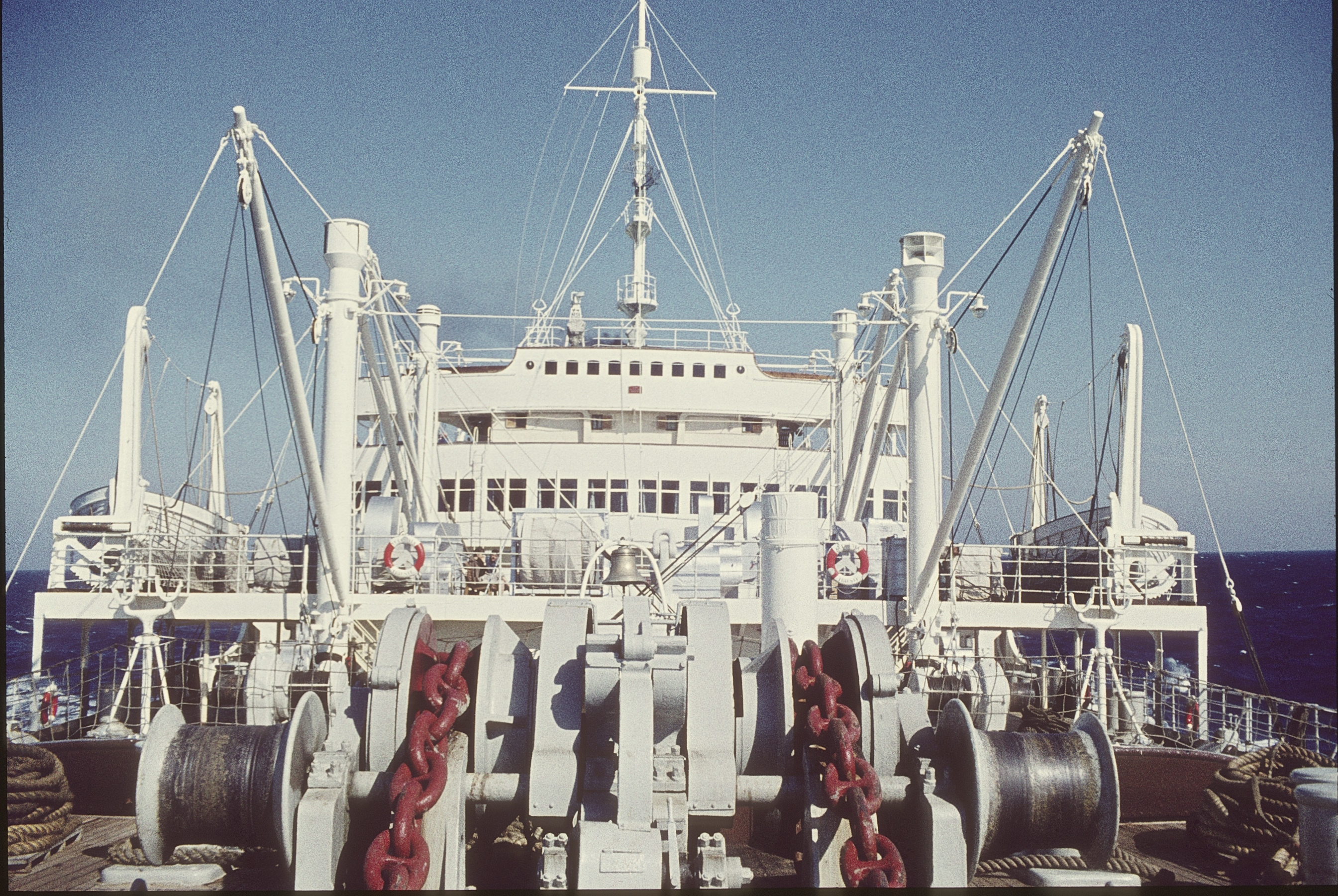
Vorschiff
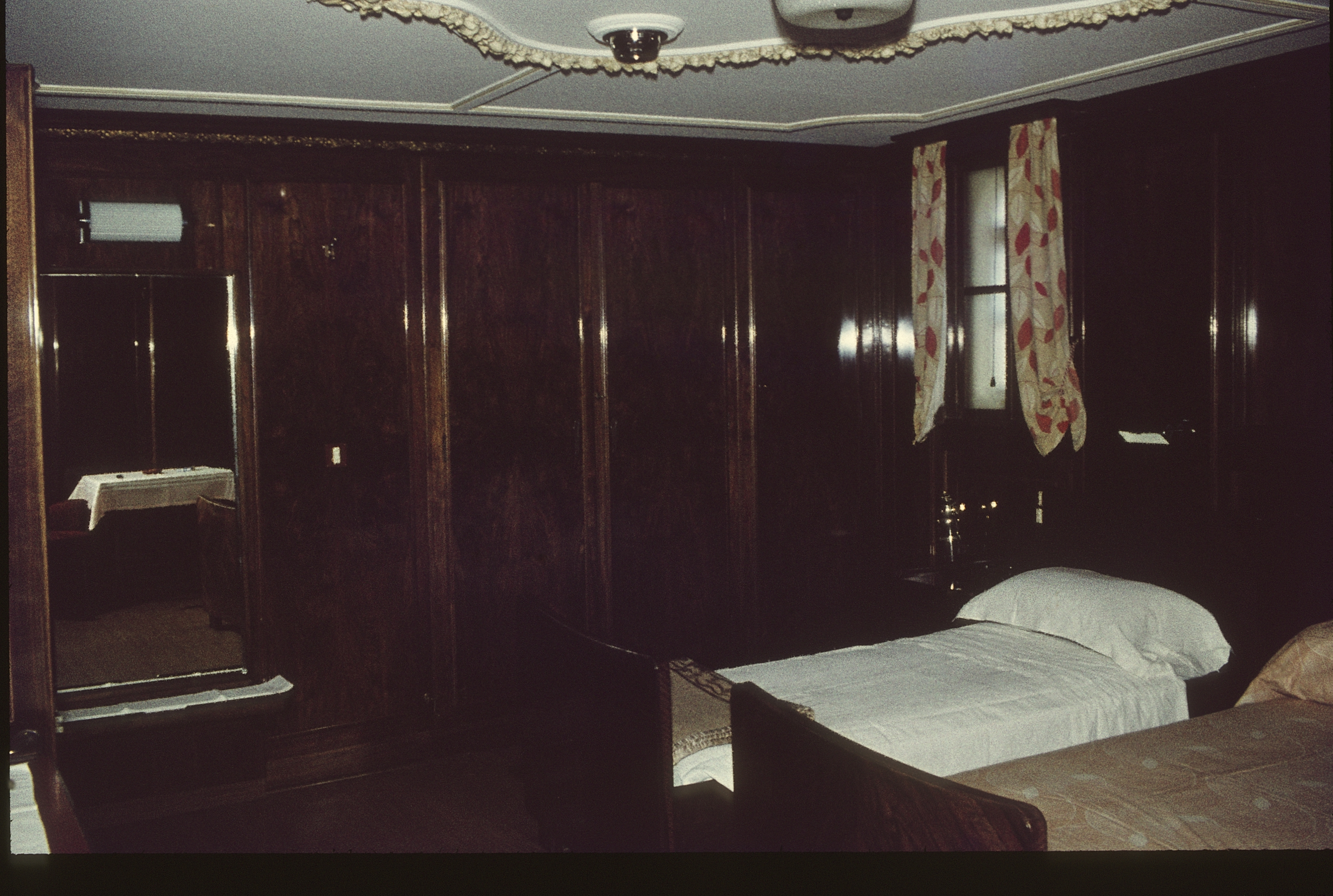
Erstklass-Kabine
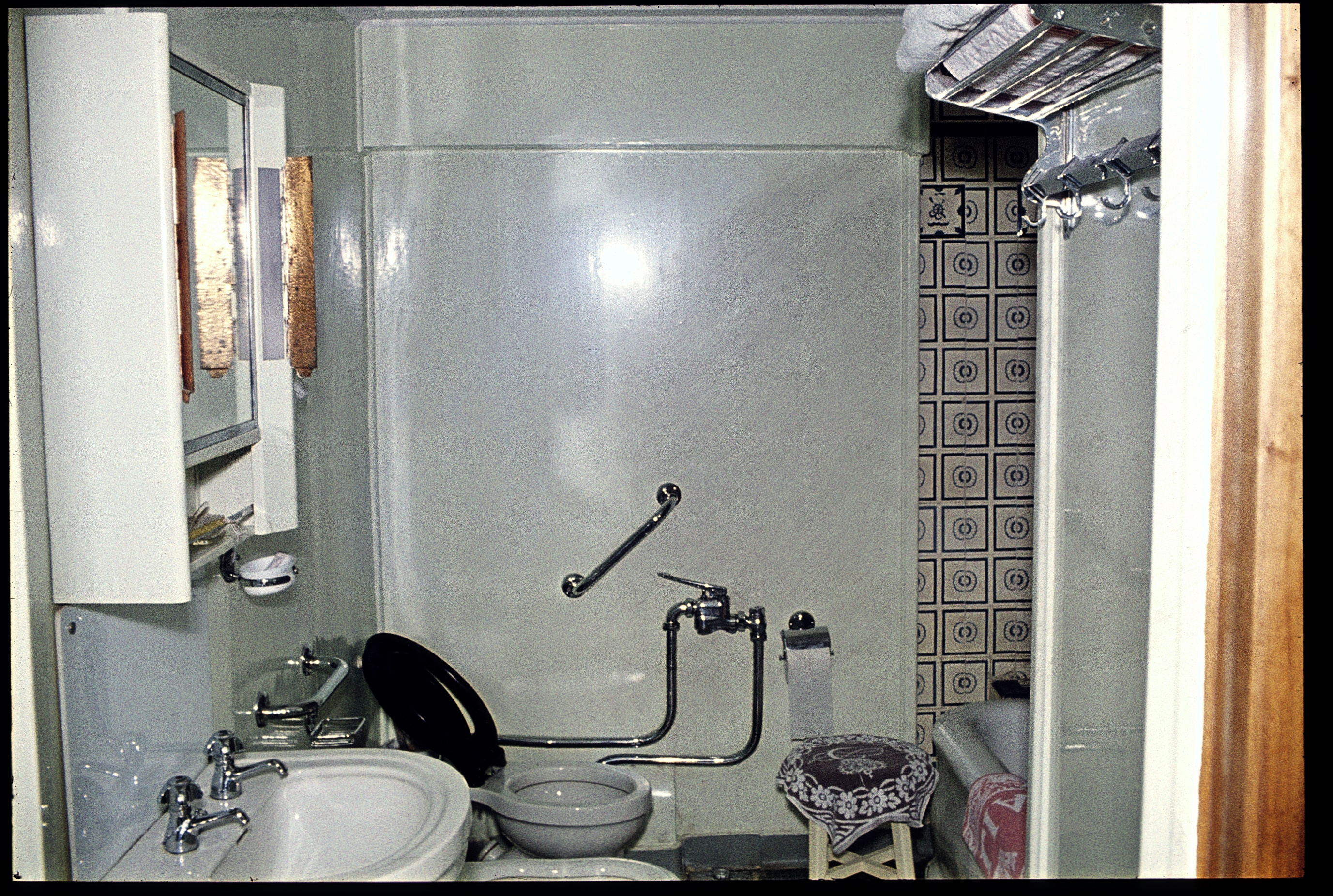
Erstklass-Toilette in der Kabine
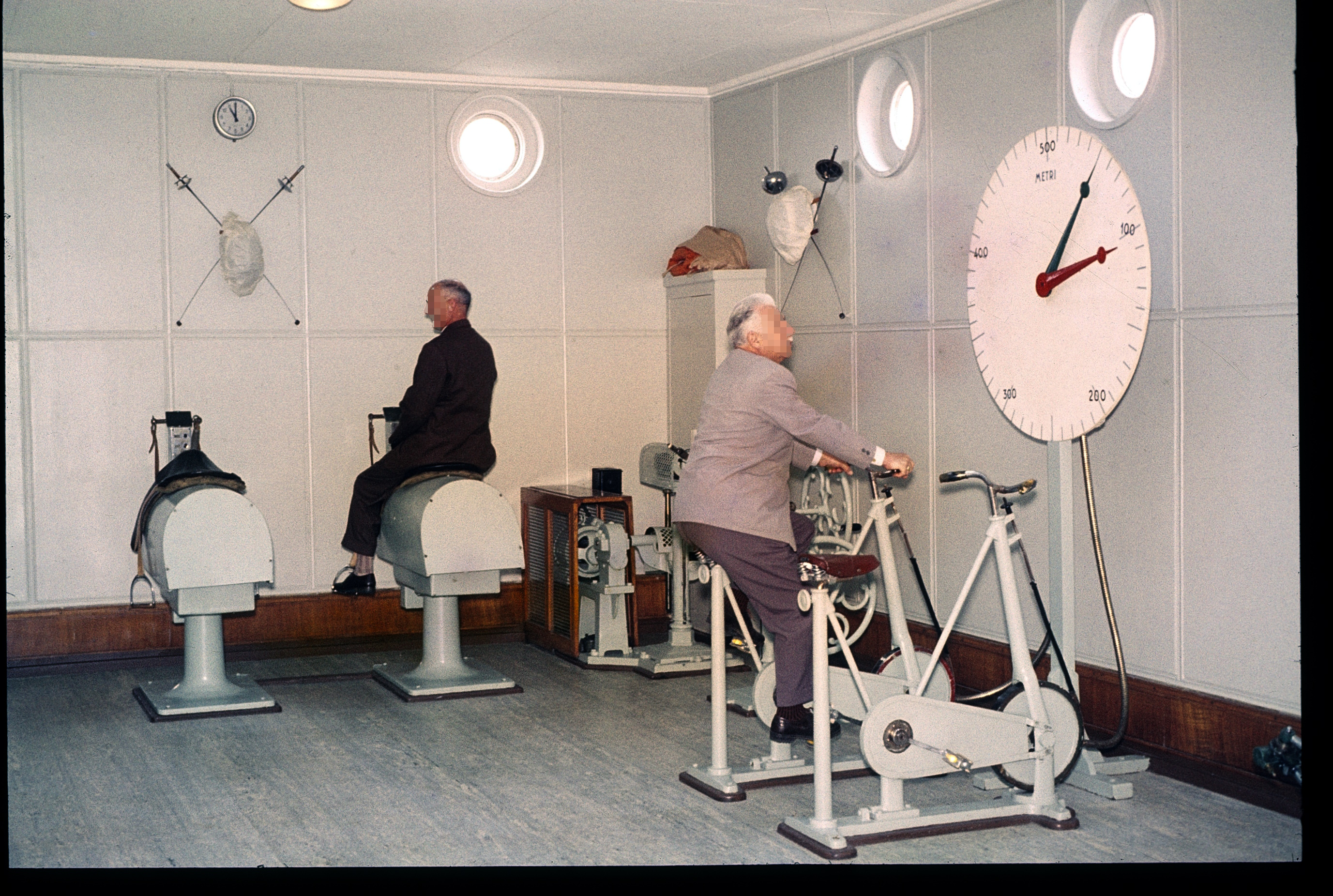
Fitnessraum
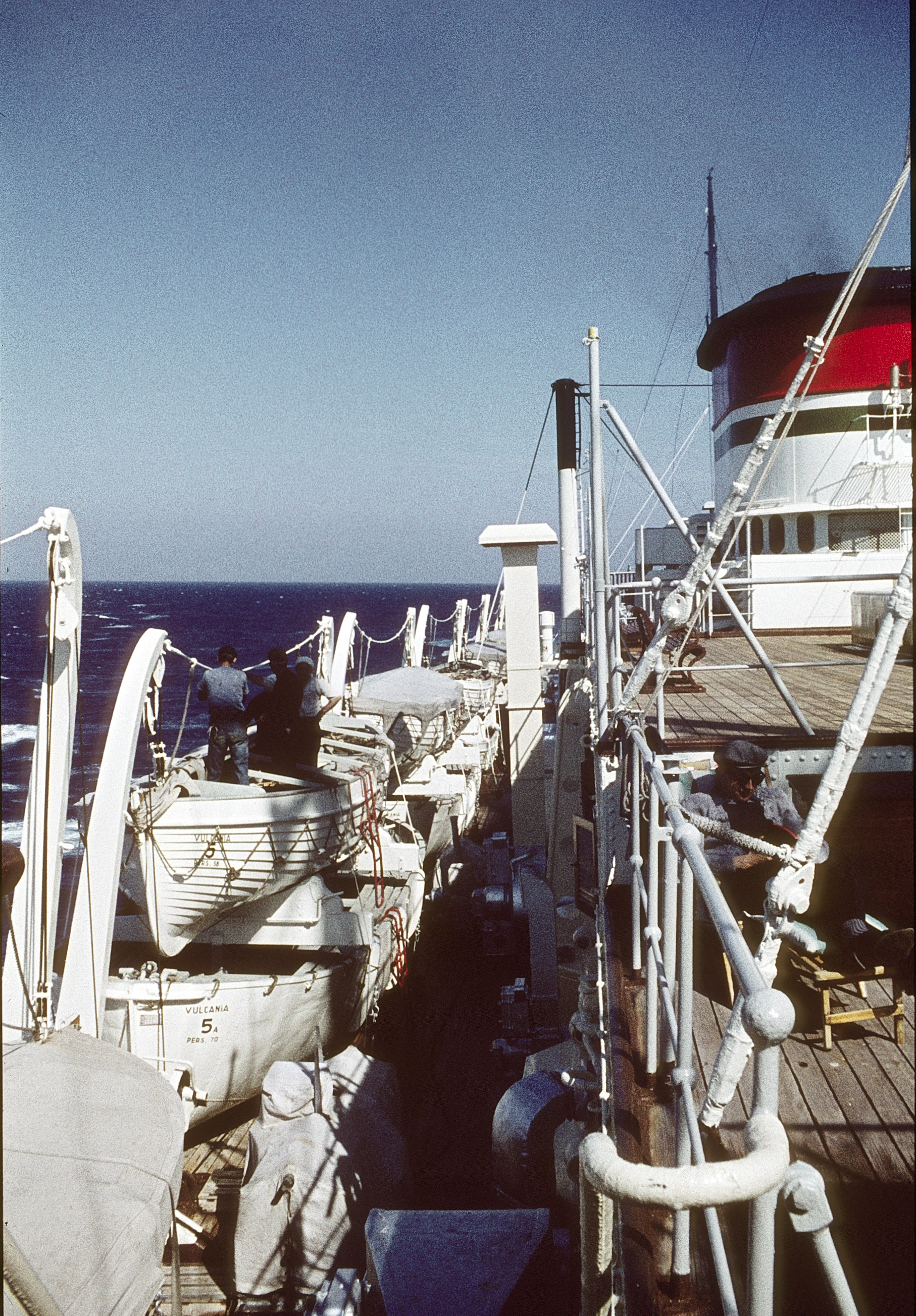
Oberdeck
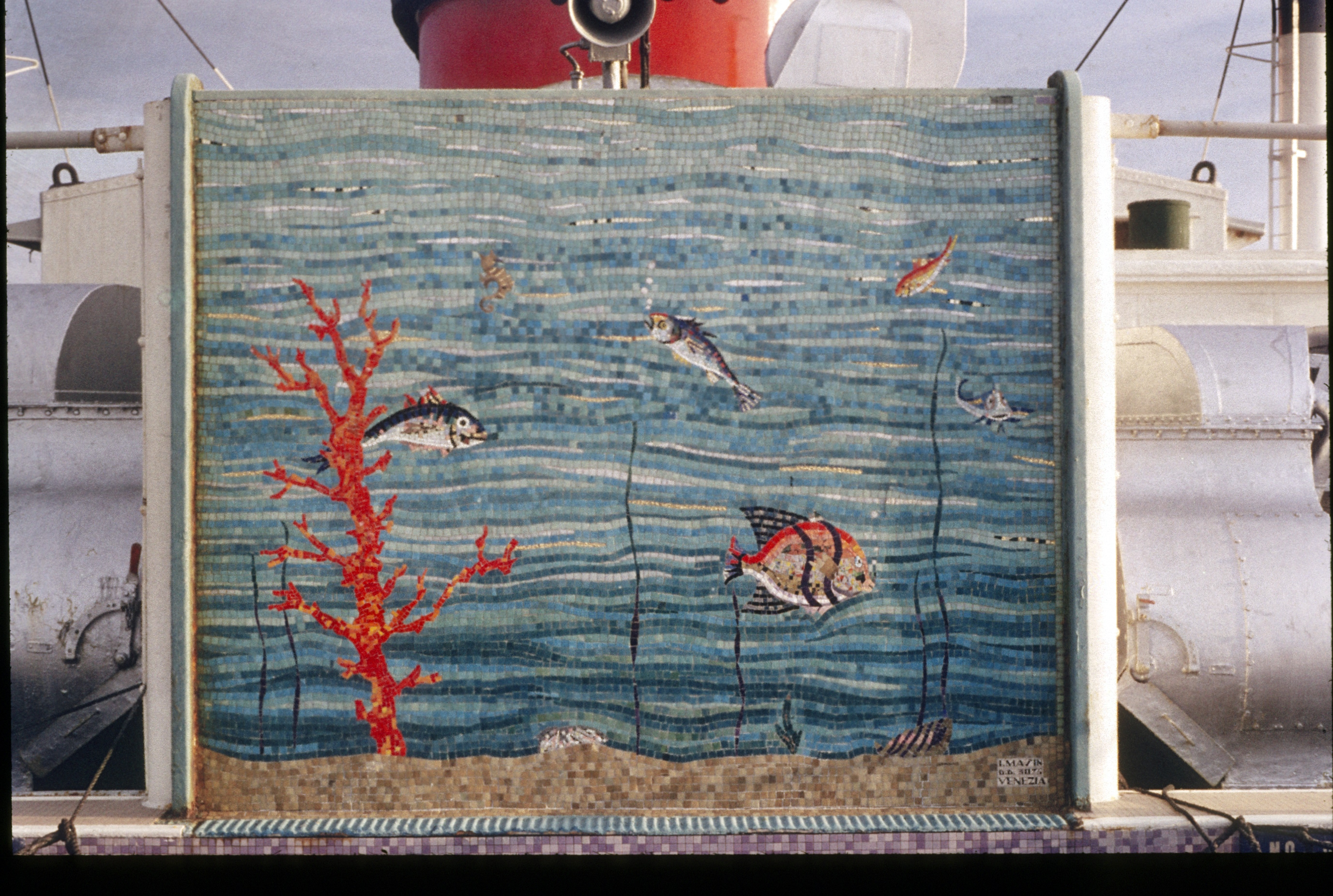
Mosaik beim Schwimmbad
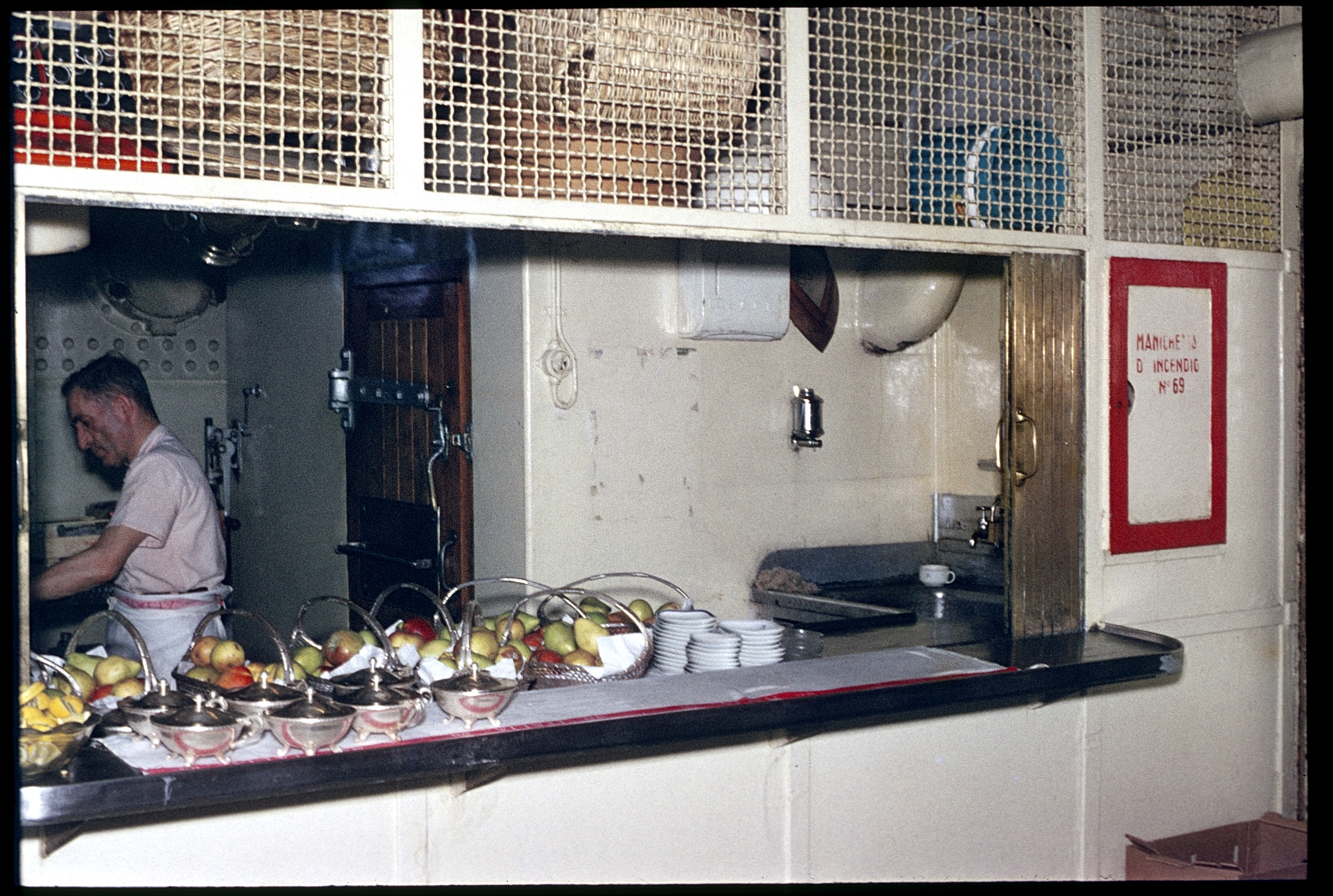
Küchenausgabe
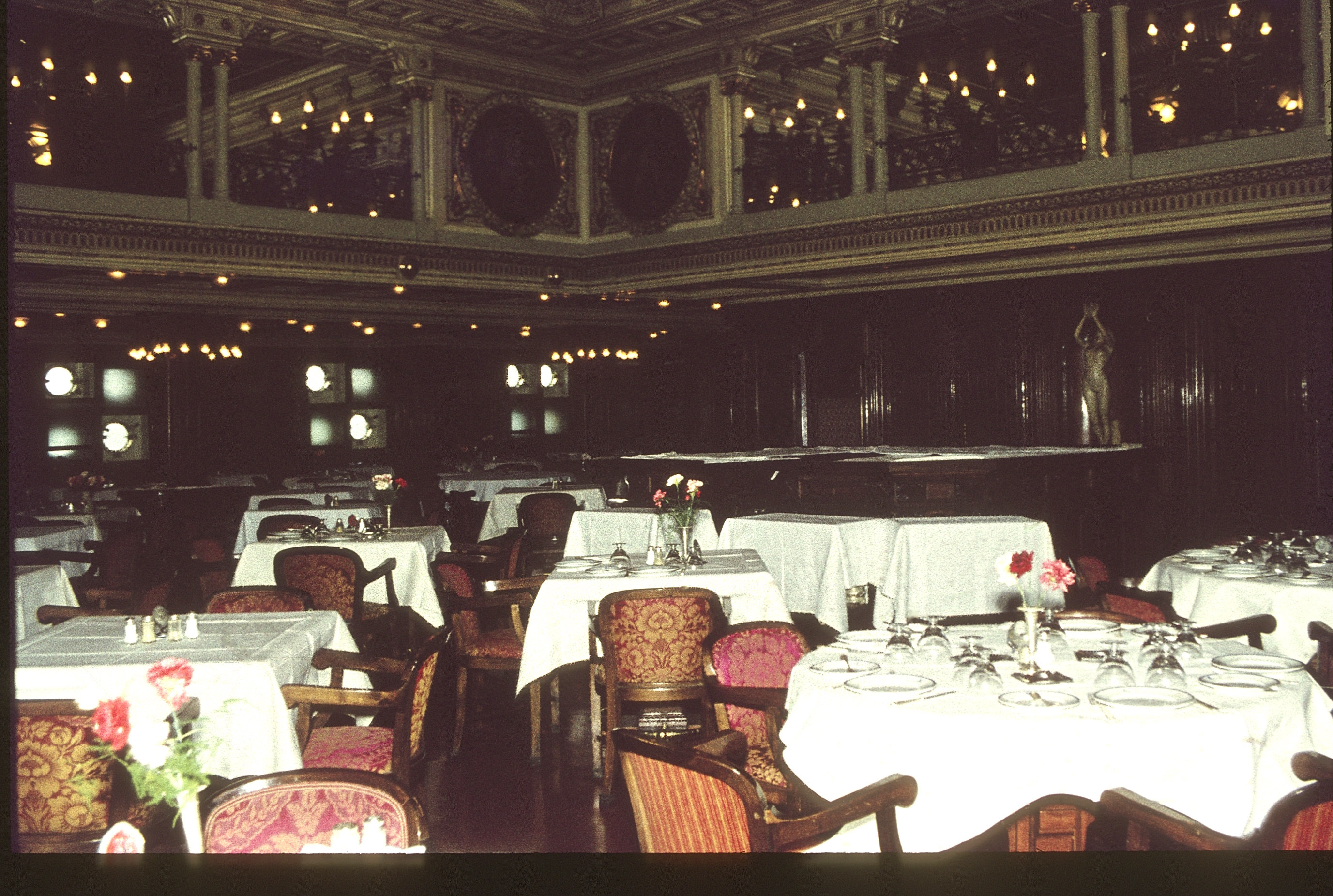
Speisesaal

## SchwesterschiffSaturnia(1927–1965)
Die im September 1927 in Dienst gestellte Saturnia (23.940 BRT) war das baugleiche Schwesterschiff des Vulcania. Auch die Saturnia wurde zum Truppentransport nach Äthiopien verwendet. Die Fahrten gingen durch den Sueskanal. Die Wafd-Partei protestierte in Kairo, als die Saturnia mit Galeazzo Ciano, Vittorio Mussolini und Bruno Mussolini (* 1918; † 1941) am 27. August 1935 in Port Said Station machte.
Das Motonave Saturnia wurde am 17. Oktober 1939 auf der Fahrt nach New York City bei den Azoren vom französischen U-Boot Pascal (Q 138) angehalten, durchsucht, zwei Passagiere mit Staatsangehörigkeit des Deutschen Reichs wurden gefangen genommen, sieben deutsche Juden durften weiter zum New Yorker Hafen, wo das Schiff bis Mitte November 1946 als Spitalschiff vor Anker lag.